# Markus Ehrhardt
Markus Ehrhardt (* 14. Oktober 1977 in Krefeld) ist ein deutscher katholischer Religionspädagoge, Autor und Liedermacher.
Ehrhardt arbeitet als Ehe-, Familien- und Lebensberater sowie Leiter einer Beratungsstelle in Hagen. Er komponiert und textet Kinderlieder, neue geistliche Lieder und ist Textautor zahlreicher Musicals, Oratorien und weiterer Musikwerke. Zusammenarbeit unter anderem mit den Komponisten Robert Haas, Reinhard Horn und Dirk-Johannes Neumann.

## Bücher
- Welt-Segenslieder für Kinder, 2002
- Bibelhits, 2003
- Bibel-Musicals, 2005
- Echte KinderRechte, 2008
- Das Robinson Kindermusical, 2009
- Jedes Kind hat eine Stimme, 2010
- Turnzwerge unterwegs, 2013
- Familie sind wir, 2016
- Gott, wir müssen reden, 2022

## Werke
- Oratorium Elija (Solisten, Chor und Orchester)
- Oratorium Maria (Solisten, Chor und Orchester)
- Kreuzweg – Eine Vertonung in 14 Eindrücken (Alt, Bariton, Streichquartett und Klavier)
- Werke der Barmherzigkeit (Solisten, Holzbläser und Continuo)
- Messe Lied aus deiner Kraft (Chor und Band)
- Messe Du lädst uns ein (Chor und Band)